# Comté de Concho
Le comté de Concho, en anglais : Concho County, est un comté situé dans le centre de l'État du Texas, aux États-Unis. Fondé le 1er février 1858, son siège de comté est la ville de Paint Rock. Selon le recensement de 2020, sa population est de 3 303 habitants, estimée, en 2017, à 2 717 habitants. Le comté a une superficie de 2 573 km2, dont 2 568 km2 en surfaces terrestres. Il est nommé en référence à la rivière Concho (en).

## Organisation du comté
Le comté est fondé le 1er février 1858, à partir des terres du comté de Bexar et d'une petite partie de celles du comté de Travis. Il est définitivement organisé et autonome le 11 mars 1879.
Il est baptisé en référence à la rivière Concho (en) qui traverse le comté et celui de Tom Green.

## Géographie - Climat
Le comté de Concho est situé sur la limite nord du plateau d'Edwards, au centre du Texas, aux États-Unis,.
Il est drainé par la rivière Concho, qui coule d'est en ouest, dans la partie nord et par le fleuve Colorado du Texas, qui forme la limite nord-est du comté.
Il a une superficie totale de 2 573 km2, composée de 2 548 km2 de terres et de 25,6 km2 de zones aquatiques.
Le comté a une altitude comprise entre 488 m et 640 m. Les températures moyennes sont comprises entre 0,5 °C en janvier et un maximum de 36,1 °C en juillet. Les précipitations annuelles moyennes sont de 584,2 mm.

## Comtés adjacents
|                    | Comté de Runnels | Comté de Coleman   |
| Comté de Tom Green | comté de Concho  | Comté de McCulloch |
|                    | Comté de Menard  |                    |

## Démographie
Lors du recensement de 2010, le comté comptait une population de 4 087 habitants. Elle est estimée, en 2017, à 2 717 habitants,.

Pyramide des âges du comté de Concho (2000).